# Torre dei Prendiparte
La Torre dei Prendiparte (anche detta Torre Coronata) è una delle circa 20 torri gentilizie ancora esistenti nel centro storico della città di Bologna.

## Struttura
Eretta nella seconda metà del XII secolo, è alta 59,50 metri (61 metri con il pinnacolo sulla sommità) ed è caratterizzata da una lieve pendenza verso nord. Lo spessore dei muri alla base (circa 2,80 metri) indica che, molto probabilmente, la torre è stata mozzata o non venne completata. Alla base i muri sono poi rivestiti da 9 file di parallelepipedi di selenite. La torre è soprannominata Coronata in quanto a circa 50 metri dal suolo è presente una risega dalla forma particolare, che ne diminuisce lo spessore.
Si trova alla fine di via Sant'Alò, in un punto in cui la strada si allarga a formare una piazzetta, che era nota come piazzetta di San Senesio per la presenza di un'antica chiesa, oggi scomparsa, e che oggi, dalla torre, prende il nome di Prendiparte. L'unico lato completamente libero dalle case è quello meridionale, su cui si aprono una finestra originaria a circa 20 metri di altezza e due finestre moderne più in basso. Alla stessa altezza della seconda finestra moderna si trova uno stemma in arenaria molto consumato e quindi illeggibile (probabilmente risalente al '400).

## Storia

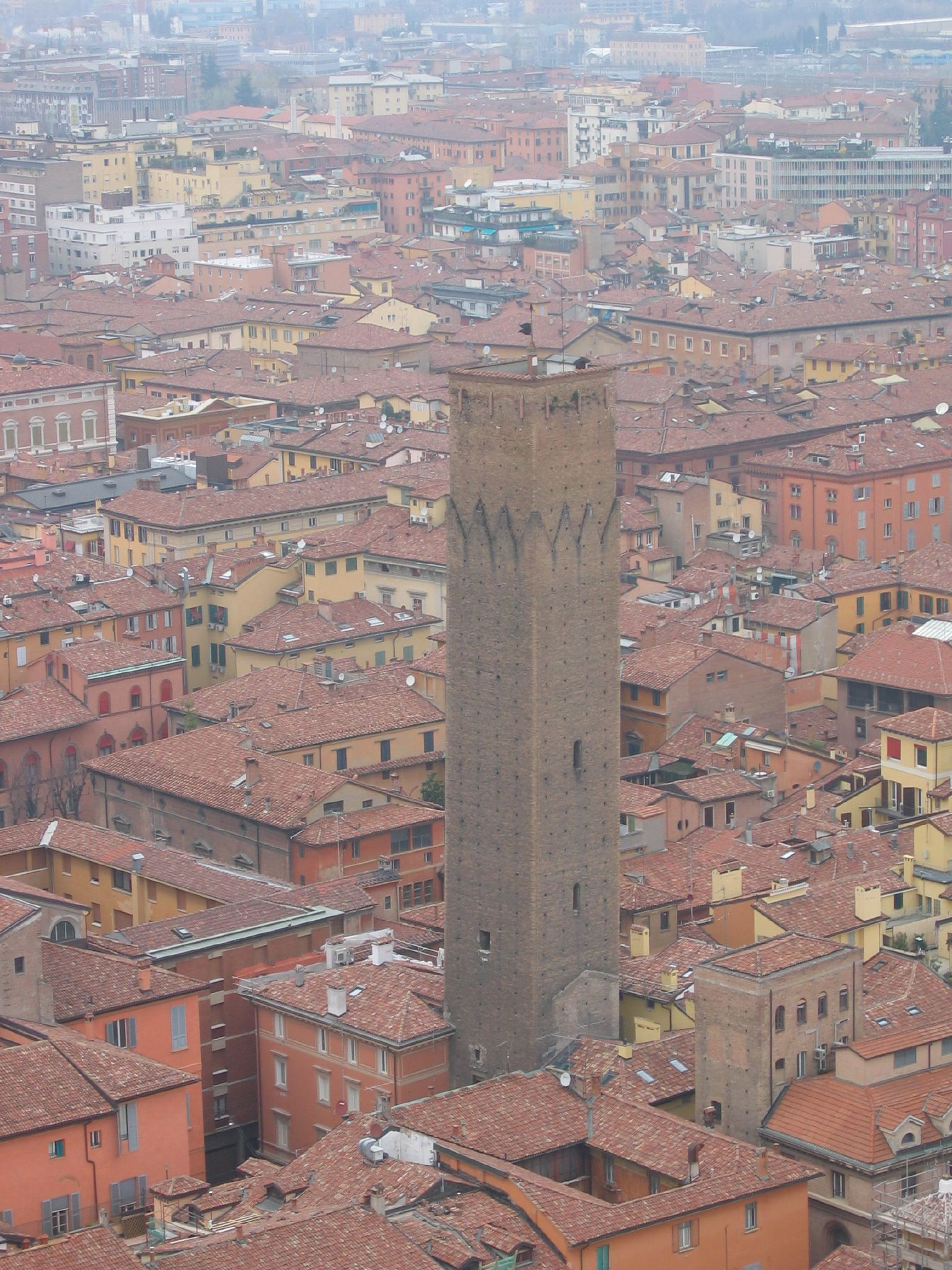
Vista aerea della torre

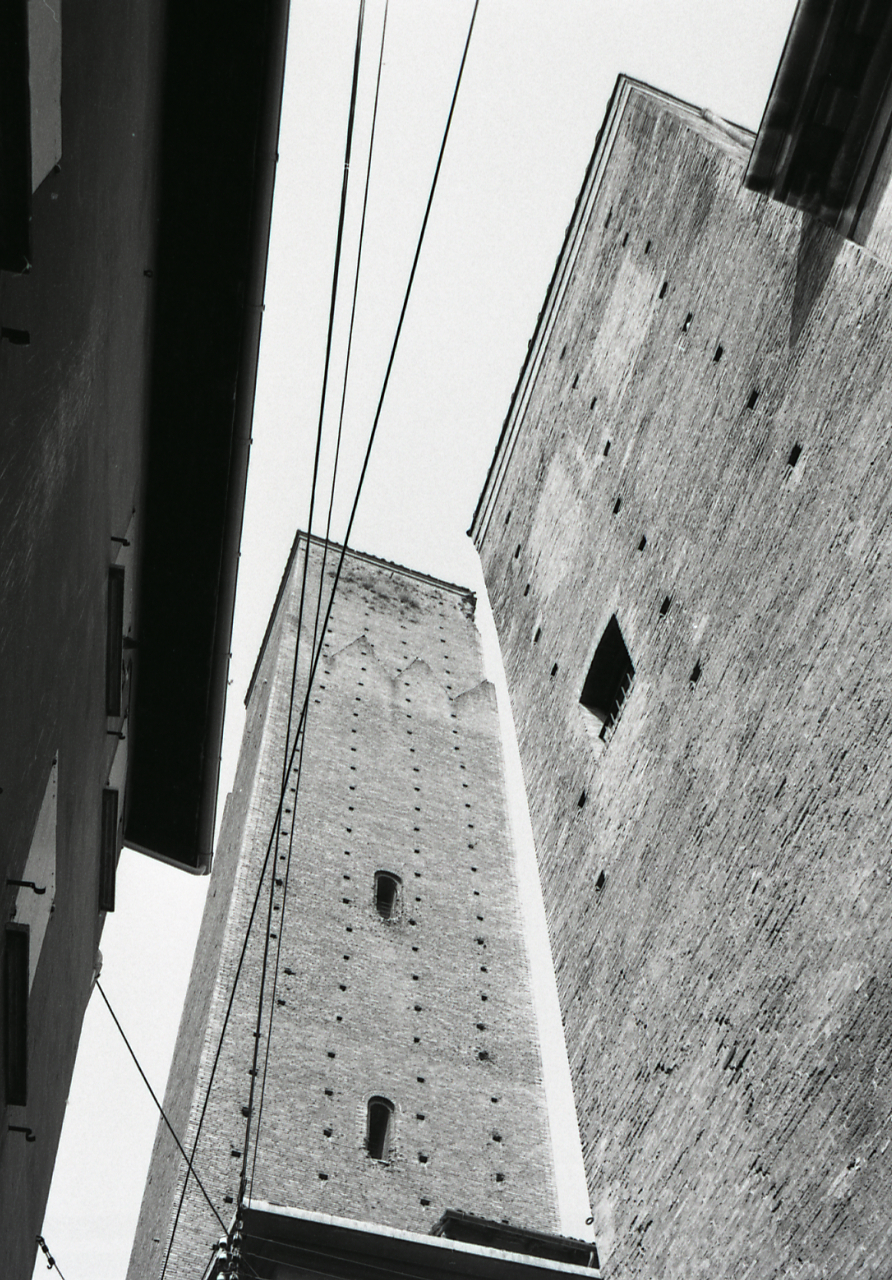
La torre dei Prendiparte (a sinistra) e la prospiciente Torre dei Guidozagni. Foto di Paolo Monti, 1970.

La famiglia guelfa dei Prendiparte è ricordata tra quelle nobili e di rilievo della città di Bologna dal 1154. Due membri della famiglia furono consoli di Bologna nel XII secolo, mentre nel XIII i Prendiparte furono chiamati per 13 volte a ricoprire il ruolo di podestà in varie città italiane.
La torre fu venduta una prima volta nel 1293 per 500 lire, poi i Prendiparte ne rientrarono in possesso. La lasciarono definitivamente nel '400, quando passò alla famiglia Fabruzzi. Nel Cinquecento passò alla Chiesa e, tra il 1751 e il 1796, fu carcere della curia. Sulle pareti delle tre celle (situate nei piani intermedi) restano varie iscrizioni incise dai prigionieri, tra cui quella di un certo Angelo Rizzoli "calcerato per avere ingravidato due sorele", come scrive egli stesso.
Oggi la torre ospita un bed & breakfast.